# 13 Negru
 13 Negru  (titlul original,  13 Tzameti ) este un film din anul 2005, scris și regizat de georgianul Géla Babluani. Filmul a câștigat Premiul Juriului la Festivalul de Film Sundance în 2006 și două premii la a 62-a ediție a Festivalului de Film de la Veneția, respectiv Premiul Gopo pentru cel mai bun fim european în 2008.
1. ↑   https://web.archive.org/web/20190720123534/https://www.europeanfilmacademy.org/2006.104.0.html, arhivat din original la |archive-url= necesită |archive-date= (ajutor), accesat în 29 decembrie 2019 Lipsește sau este vid: |title= (ajutor)